# Колокольцево (Уфимський район)
Колоко́льцево (рос. Колокольцево, башк. Колокольцев) — присілок у складі Уфимського району Башкортостану, Росія. Входить до складу Ніколаєвської сільської ради.
Населення — 22 особи (2010; 14 у 2002).
Національний склад:
- росіяни — 93 %